# Prends ma vie
Singles de Johnny Hallyday
Noël interdit
(1973) Je t'aime, je t'aime, je t'aime
(1974)
Clip vidéo
[vidéo] « "Prends ma vie" (archive INA, 1974) », sur YouTube
Prends ma vie est une chanson de Johnny Hallyday, sortie en 1974 (en single et sur l'album Je t'aime, je t'aime, je t'aime).

## Développement et composition
La chanson a été écrite par Michel Mallory et Jean Renard et produite par Jean Renard.

## Liste des pistes
Single 7" / 45 tours Philips 6009 478 (1974, France)
Face 1. Prends ma vie (3:03)
Face 2. Trop belle trop jolie (3:33)

## Réception
Le titre se classe n°2 des ventes en France en avril et s’écoule à plus de 300 000 exemplaires.

### Classements hebdomadaires
| Classement (1974)                       | Meilleure position |
| --------------------------------------- | ------------------ |
| France (IFOP)                           | 2                  |
| Belgique (Wallonie Ultratop 50 Singles) | 9                  |